# محمد ردمان الزرقة
محمد ردمان الزرقة أديب وصحافي يمني ولد في 1943 م في قرية (العين) في مديرية (ثلا) في محافظة عمران، و نشأ يتيمًا في مدينة صنعاء، والتحق بمدرسة (دار الأيتام)، ثم سافر إلى مصر؛ فدرس الإعدادية والثانوية في (بني سويف)، ثم التحق بجامعة القاهرة. خريج جامعة القاهرة - كلية الآداب - قسم الصحافة في العام 1965م.

## مشاركاته
- شارك في تأسيس صحيفة الثورة اليمنية الرسمية اليومية، ووكالة (سبأ) للأنباء، وعمل رئيسًا لتحرير صحيفة (الثورة)حيث ترأسها للمرة الأولى في العام 1966م وآخرها في مطلع العام 1999م، ثم وكيلاً لوزارة الإعلام حتى وفاته.
- شارك ضمن المقاومة الشعبية في فكِّ الحصار الذي تعرضت له مدينة صنعاء عام 1967م لمدة سبعين يومًا من قبل فلول القوات الملكية وكان أول من نادى بتحول المرافق الإعلامية إلى مؤسسات إعلامية مستقلة مالياً وإدارياً وهو ما تم بالفعل في العام 1975م.
- شارك في تأسيس نقابة الصحفيين اليمنيين وكان نقيبا للصحافيين لعدة دورات في فترات سابقة.
- من مؤسسي حزب المؤتمر الشعبي العام «الحزب الحاكم في اليمن».
- أثناء تولية رئاسة تحرير وإدارة صحيفة الثورة اليمنية أسس عددا من الصحف والمجلات منها مجلة معين و صحيفة الوحدة التي صدرت في 22مايو1990 ورأس تحريرها.
- مثل اليمن في العديد من المؤتمرات الدولية والأقليمية والعربية.
- حصل على الكثير من الشهادات التقديرية الإقليمية والدولية وفي ما يخص الشهادات المحلية فقد حاز على وسام الفنون من الدرجة الأولى عام 1989م، وعلى وسام الوحدة 22 مايو من الدرجة الثالثة عام 1994م وعلى وسام الاستحقاق من الدرجة الثانية وكذا عام 1987م وفي سبتمبر 1994
- حصل على شهادة تقديرية في معركة الانتصار للوحدة اليمنية.
- ساهم في إنشاء المسرح اليمني في السبعينيات.
- اسس جمعية الصداقة اليمنية اليابانية وكان عضوا في العديد من جمعيات الصداقة العربية والاجنبية في اليمن.

## مؤلفاته
له الكثير من المؤلفات السياسية والأدبية منها:
- رؤية يمنية لأزمة الخليج
- مؤامرة الانفصال
- معاهدة الحدود اليمنية السعودية
- الرعيني ثائراً ووطنياً
- كبد الفرس -مجموعة قصصية
- مقابر الموتى -رواية 1966م

ومن المسرحيات التي ألفها:
- الأب
- أشرقت شمس الوطن

-*أعمدة بيت منهار
- ليلة عيد
- الجندرمة
- إرادة شعب
- يوم لا ينسى
- الحاجز
- نور العيون
- وحان الوقت.

وتم نشر معظم هذه المؤلفات في صحف محلية وعربية كمجلة الأدب البيروتية ومجلة روز اليوسف المصرية وصحيفة الثورة ومجلة الجيش وصحيفة العمال.

## وفاته
توفي في صنعاء في 16-7-2001 عن بنتين وأربعة أبناء.